# Gara Nuneaton
Gara Nuneaton deservește orașul Nuneaton din Warwickshire, Anglia. Gara este administrată de West Midlands Trains. Se află pe trei linii de cale ferată: secțiunea Trent Vale de pe Magistrala West Coast, linia Birmingham-Leicester-Peterborough și linia Nuneaton-Coventry. În perioada 1924–1969, gara a purtat numele de Nuneaton Trent Vale, pentru a putea fi distinsă de gara Nuneaton Abbey Street (acum închisă). Chiar și după atâția ani, mulți localnici încă se referă la această gară ca Trent Vale.

## Istoric

### Secolele al XIX-lea și al XX-lea
Gara Nuneaton originală a fost inaugurată pe 15 septembrie 1847, când London and North Western Railway (LNWR) a deschis linia Trent Vale. Ulterior, în 1850, a fost deschisă linia spre Coventry. Stația originală, ca multe altele de pe această linie, a fost proiectată de John William Livock. Având o structură simplă, cu doar două peroane, a devenit inadecvată pentru traficul în creștere și a fost reconstruită la o scară mai mare, cu mai multe peroane în 1873. Stația de astăzi datează din 1915, când a fost reconstruită și mărită din nou cu clădiri proiectate de către Reginald Wynn Owen.

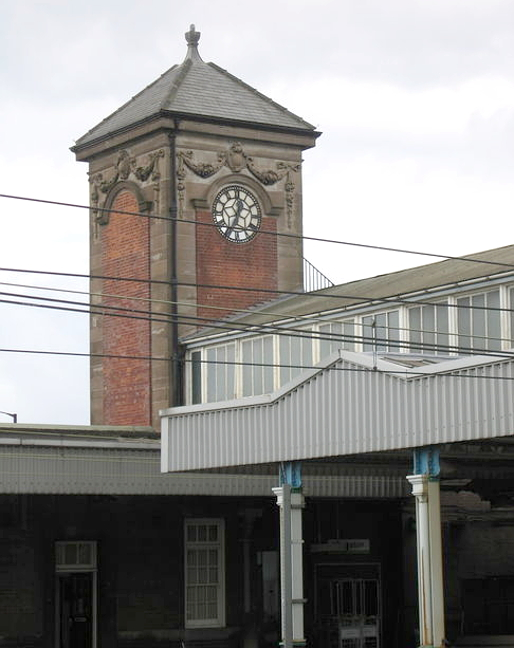
Turnul cu ceas al gării ce datează din 1915.

În 1873 o altă linie a deschisă: Ashby and Nuneaton Joint Railway, pentru a crea legături spre Ashby-de-la-Zouch și Coalville, cu scopul de a avea acces la rezervele mari de cărbune situate acolo. Linia a fost închisă pentru pasageri în 1931, dar a rămas deschisă pentru mărfuri până în 1971. Parte din ea a fost mai târziu redeschisă ca linia de patrimoniu Battlefield.
O a doua stație în Nuneaton, Nuneaton Midland, a fost deschisă de către Midland Railway în 1864 pe linia dintre Birmingham și Leicester. Atunci când atât LNWR, cât și Midland Railway, au devenit parte din London, Midland and Scottish Railway (LMS) în 1924, ambele gări au fost redenumite, gara de astăzi devenind Nuneaton Trent Vale, iar fosta Midland devenind Nuneaton Abbey Street. Gara Abbey Street a fost închisă în anul 1968, iar prezenta gară a revenit la a fi numită doar Nuneaton și a preluat serviciile dintre Birmingham și Leicester.
Alte stații din Nuneaton, pe lângă cea menționată mai sus, Abbey Street, sunt două gări locale la Stockingford pe linia spre Birmingham și Plumpton Coton pe linia spre Coventry. Acestea au fost închise în anii 1960. În plus, pe 18 ianuarie 1965, linia Coventry – Nuneaton a fost închisă pentru pasageri, fiind redeschisă în 1988. În 2016, o nouă gară, Bermuda Park, a fost deschisă în Nuneaton.

### Secolul al XXI-lea

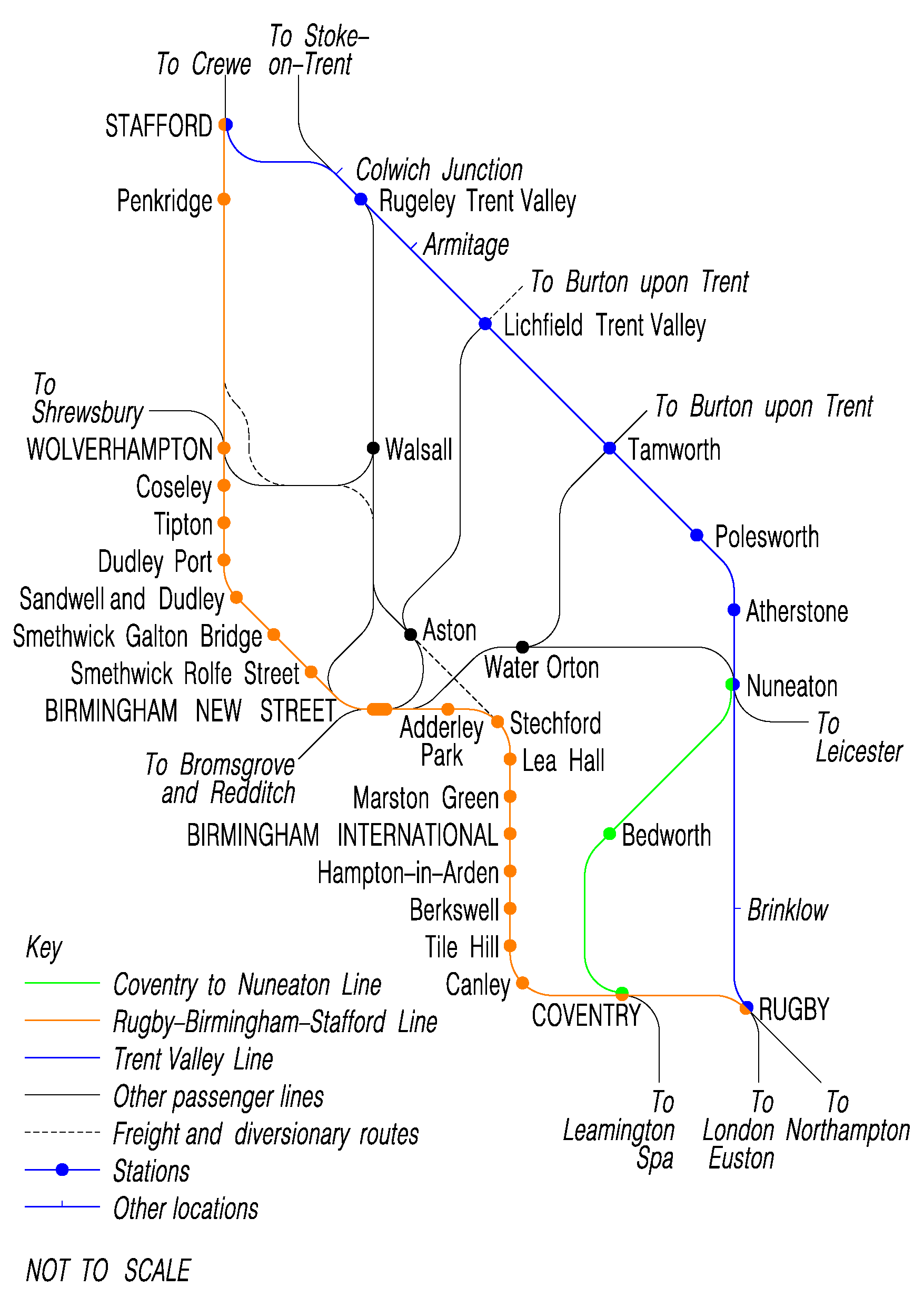
Hartă care arată căile ferate în jurul Nuneaton (Nuneaton în dreapta).

În 2004, Network Rail a construit două noi peroane, numerotate 6 și 7, în partea de est a stației. Acestea au fost construite ca parte a unui proiect de separare a trenurilor care circulă pe linia Birmingham-Peterborough de cele de pe Magistrala West Coast pentru a evita eventuale conflicte. Un pasaj scos din uz la nord de stație a fost reabilitat pentru linia Birmingham-Peterborough, trecând peste Magistrala West Coast, iar o legătură între acesta și noile peroane a fost contruită.
În noiembrie 2012, Nuneaton North Chord, de 0,9 km lungime, a fost deschis la nord de gară. Legătura permite trenurilor de marfă care vin din Felixstowe pe linia Birmingham–Peterborough să poată continua călătoria spre nord pe Magistrala West Coast după trecerea pasajului, evitând astfel posibile conflictele cu trenurile care merg spre sud.

## Servicii
Magistrala West Coast

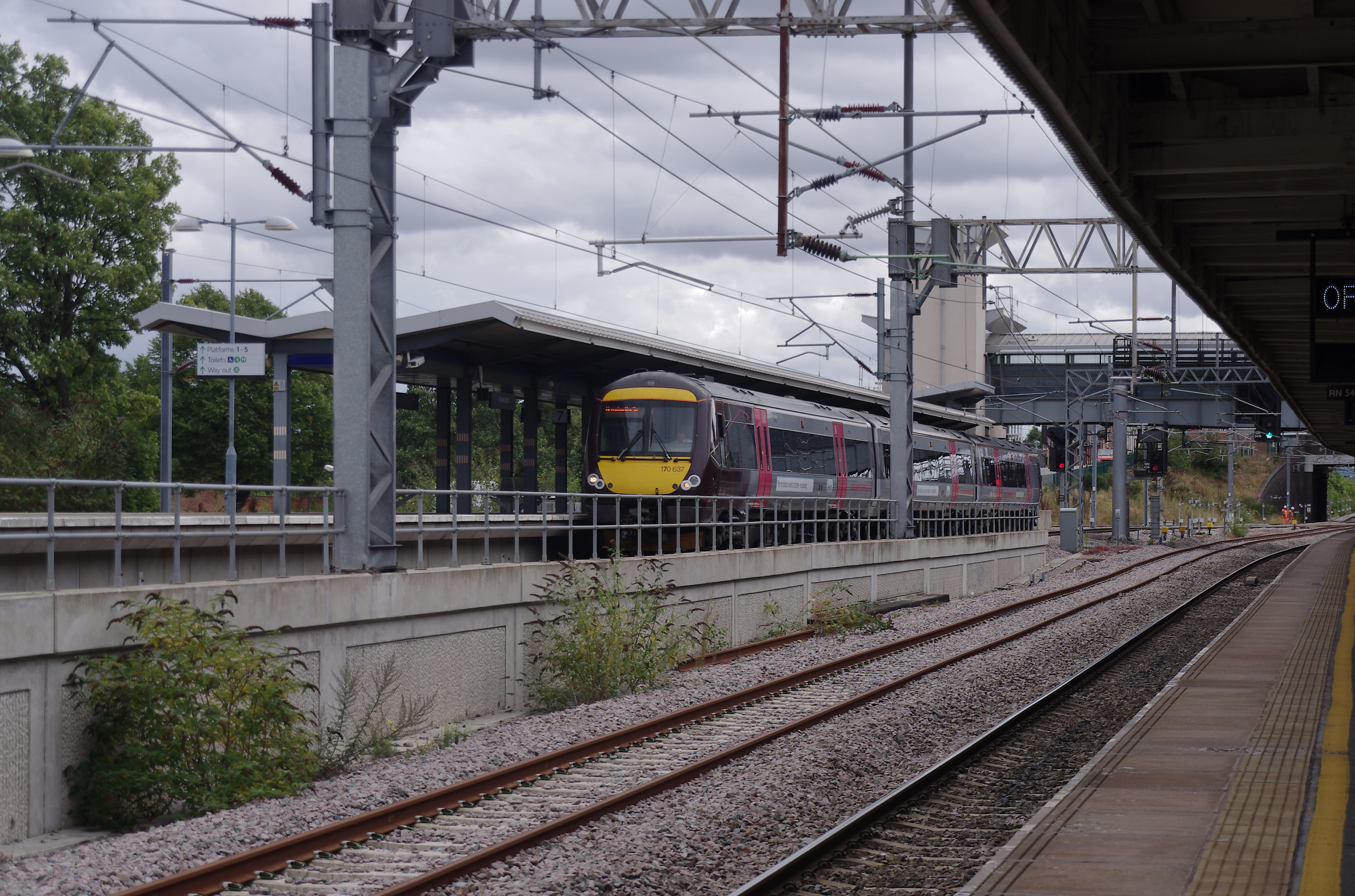
Cele două peroane 6 și 7 pe linia Birmingham-Leicester-Peterborough.

West Midlands Trains operează un serviciu de oră, spre sud, spre Londra Euston via Rugby și Milton Keynes Central, și spre nord spre Crewe via Stafford și Stoke-on-Trent.
Trenurile Virgin Trains din London Euston spre Crewe, Chester, Holyhead, Liverpool Lime Street, Blackpool North și Manchester Piccadilly opresc aici în timpul orelor de vârf. Înainte de decembrie 2008, Virgin Trains a fost unicul operator de trenuri la/de la Londra. De atunci, West Midlands Trains a fost principalul operator.
Linia Birmingham-Peterborough
CrossCountry operează două trenuri pe oră, spre vest, spre Birmingham New Street, și spre est, spre Leicester, dintre care una continuă spre Aeroportul Stansted via Peterborough și Cambridge. Toate serviciile de pe această linie folosesc peroanele 6 și 7.
Linia Coventry-Nuneaton
West Midlands Trains oferă, de asemenea, la fiecare oră, un serviciu de transfer spre sud, spre Coventry via Bedworth. Acesta folosește, în mod normal, peronul 1.

### Servicii viitoare
În iunie 2018, Office of Rail and Road a aprobat o aplicație din partea Great North Western Railway pentru cinci trenuri directe pe zi de la Blackpool North spre London Euston, cu opriri la Poulton-le-Fylde, Kirkham & Wesham, Preston, Nuneaton and Milton Keynes Central. Planul este ca serviciul să înceapă în septembrie 2019.

## Accidente
La primele ore ale zilei de 6 iunie 1975, un tren cușetă de noapte de la Londra la Glasgow, a deraiat și s-a prăbușit la sud de gara Nuneaton, omorând șase persoane și rănind 38. Accidentul a fost cauzat când trenul a ajuns pe o cale ferată temporară, cu o viteză mai mare decât cea impusă de restricții. Echipamentul de iluminat al unei plăcuțe care avertiza existența restricției de viteză s-a defectat, iar mecanicul a crezut că restricția a fost eliminată, astfel încât nu a încetinit. Una dintre locomotive a urcat pe peron, provocând pagube gării. O placă de comemorare a victimelor accidentului a fost prezentată la gară în luna august 2015.